# Ministro de Defensa de Finlandia
El ministro de Defensa (en finés: puolustusministeri, en sueco: försvarsminister) es un miembro del Consejo de Estado finlandés. Como jefe del Ministerio de Defensa, el ministro es responsable de la administración de la defensa nacional. El ministerio tiene su sede en Helsinki. El actual ministro de Defensa es Antti Häkkänen. 
De junio a noviembre de 1918, el cargo se llamó jefe del Departamento de Guerra, y desde entonces hasta 1922 se lo llamó ministro de Guerra. 
El presidente de la República es el comandante en jefe de las Fuerzas de Defensa de Finlandia. El comandante de las fuerzas militares es el jefe de Defensa.

## Oficinas de ministerio

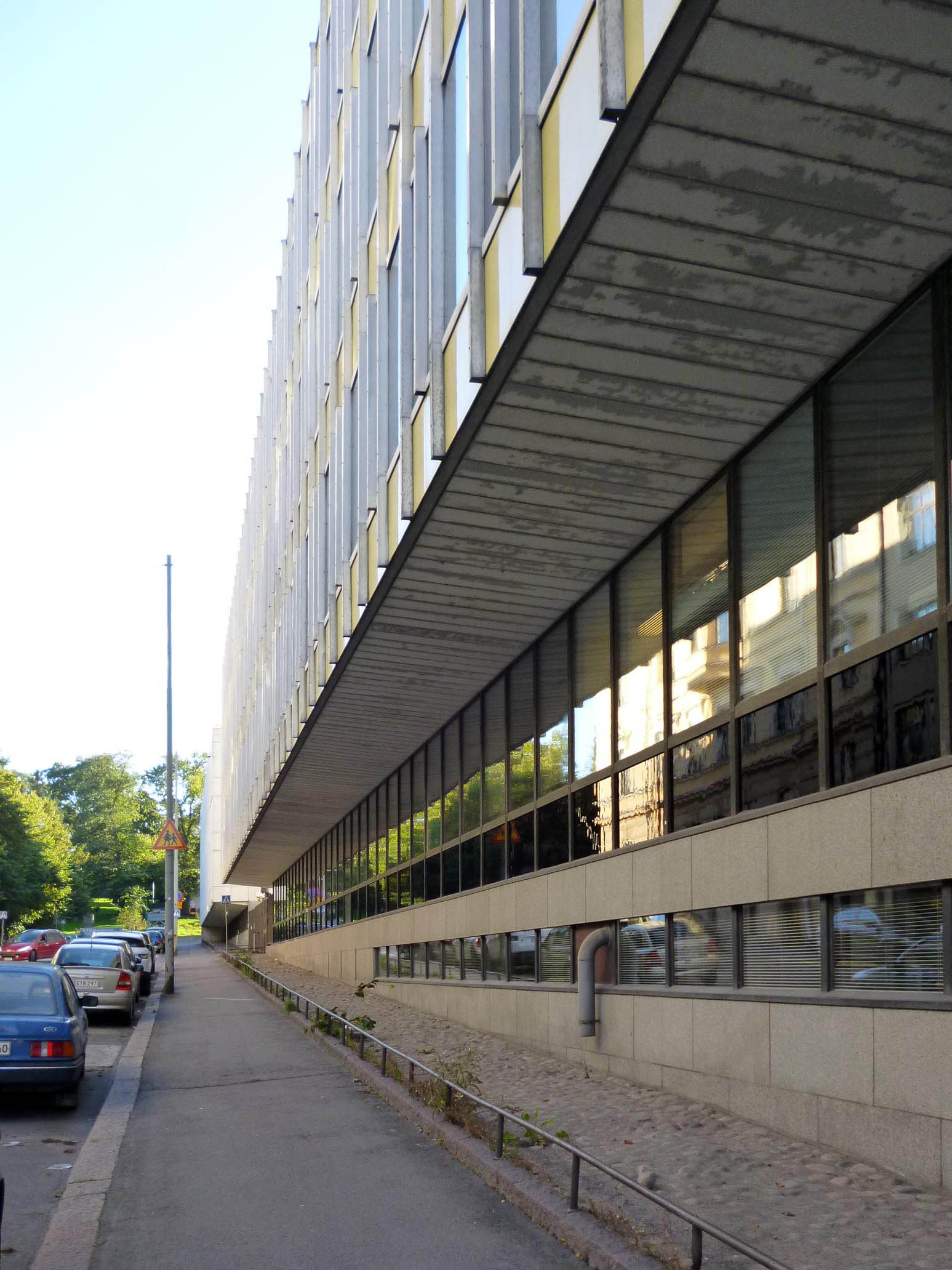
Edificio del Ministerio de Defensa.

Las oficinas del Ministerio de Defensa de Finlandia constan de dos alas: 
- South Makasiinikatu 8: Construido por CL Engel como cuartel para la Guardia Finlandesa en 1922 y destruido en 1944 y reconstruido al retener los muros originales de 1954-1956 y utilizado como Cuartel General de Defensa desde 1956[1]
- Fabiansgatan 2: el ala más nueva fue construida en 1961 por los arquitectos finlandeses Viljo Revell y Heikki Castrén.

### Oficinas ministeriales anteriores
- Eteläesplanadi 10: (1918-1921) fue ubicado aquí y ahora es la sede del Ministerio de Justicia
- Korkeavuorenkatu 21 (Casa Ohrana): reubicado en 1921 y aquí hasta el comienzo de la Segunda Guerra Mundial; ahora es la sede de la Guardia Fronteriza Finlandesa
- Snellmaninkatu 4-6: se mudó aquí de 1941 a 1956, ahora alberga la Autoridad de Supervisión Financiera de Finlandia

## Lista de Ministros de Defensa
| Ministro               | Partido                                 | Período                                            |
| ---------------------- | --------------------------------------- | -------------------------------------------------- |
| Vilhelm Thesleff       | Independiente                           | 27 de mayo de 1918 - 27 de noviembre de 1918       |
| Rudolf Walden          | Independiente                           | 27 de marzo de 1918 - 15 de agosto de 1919         |
| Karl Emil Berg         | Independiente                           | 15 de agosto de 1919 - 15 de marzo de 1920         |
| Bruno Jalander         | Independiente                           | 15 de marzo de 1920 - 9 de abril de 1921           |
| Onni Hämäläinen        | Independiente                           | 9 de abril de 1921 - 3 de septiembre de 1921       |
| Bruno Jalander         | Independiente                           | 3 de septiembre de 1921 - 22 de junio de 1923      |
| Kyösti Kallio          | Liga Agraria                            | 22 de junio de 1923 - 16 de agosto de 1923         |
| Vilho Nenonen          | Independiente                           | 16 de agosto de 1923 - 18 de enero de 1924         |
| Viktor Henrik Schvindt | Independiente                           | 18 de enero de 1924 - 11 de marzo de 1924          |
| Ivar Aminoff           | Independiente                           | 11 de marzo de 1924 - 31 de marzo de 1924          |
| Lauri Malmberg         | Independiente                           | 31 de marzo de 1924 - 31 de marzo de 1925          |
| Aleksander Lampén      | Partido Coalición Nacional              | 31 de marzo de 1925 - 31 de diciembre de 1925      |
| Leonard Hjelmman       | Partido Coalición Nacional              | 31 de diciembre de 1925 - 13 de diciembre de 1926  |
| Kaarlo Heinonen        | Partido Socialdemócrata                 | 13 de diciembre de 1926 - 17 de diciembre de 1927  |
| Jalo Lahdensuo         | Liga Agraria                            | 17 de diciembre de 1927 - 22 de diciembre de 1928  |
| Aimo Kaarlo Cajander   | Partido Nacional Progresivo             | 22 de diciembre de 1928 - 16 de agosto de 1929     |
| Juho Niukkanen         | Liga Agraria                            | 16 de agosto de 1929 - 4 de julio de 1930          |
| Albin Manner           | Liga Agraria                            | 10 de julio de 1930 - 21 de marzo de 1931          |
| Jalo Lahdensuo         | Liga Agraria                            | 21 de marzo de 1931 - 14 de diciembre de 1932      |
| Arvi Oksala            | Independiente                           | 14 de diciembre de 1932 - 12 de marzo de 1937      |
| Juho Niukkanen         | Liga Agraria                            | 12 de marzo de 1937 - 27 de marzo de 1940          |
| Rudolf Walden          | Independiente                           | 27 de marzo de 1940 - 1 de diciembre de 1944       |
| Väinö Valve            | Independiente                           | 1 de diciembre de 1944 - 17 de abril de 1945       |
| Mauno Pekkala          | Liga Democrática Popular de Finlandia   | 17 de abril de 1945 - 27 de marzo de 1946          |
| Yrjö Kallinen          | Partido Socialdemócrata de Finlandia    | 27 de marzo de 1946 - 29 de julio de 1948          |
| Emil Skog              | Partido Socialdemócrata de Finlandia    | 29 de julio de 1948 - 17 de marzo de 1950          |
| Kustaa Tiitu           | Liga Agraria                            | 17 de marzo de 1950 - 17 de enero de 1951          |
| Emil Skog              | Partido Socialdemócrata de Finlandia    | 17 de enero de 1951 - 9 de julio de 1953           |
| Kauno Kleemola         | Liga Agraria                            | 9 de julio de 1953 - 17 de noviembre de 1953       |
| Päiviö Hetemäki        | Partido Coalición Nacional              | 17 de noviembre de 1953 - 5 de mayo de 1954        |
| Emil Skog              | Partido Socialdemócrata de Finlandia    | 5 de mayo de 1954 - 20 de octubre de 1954          |
| Kauno Kleemola         | Liga Agraria                            | 3 de marzo de 1956 - 27 de mayo de 1957            |
| Atte Pakkanen          | Liga Agraria                            | 27 de mayo de 1957 - 2 de septiembre de 1957       |
| Pekka Malinen          | Partido Popular                         | 2 de septiembre de 1957 - 29 de noviembre de 1957  |
| Kalle Lehmus           | Independiente                           | 29 de noviembre de 1957 - 26 de abril de 1958      |
| Edvard Björkenheim     | Independiente                           | 26 de abril de 1958 - 29 de agosto de 1958         |
| Toivo Wiherheimo       | Liga Agraria                            | 29 de agosto de 1958 - 13 de enero de 1959         |
| Leo Häppölä            | Liga Agraria                            | 13 de enero de 1959 - 14 de julio de 1961          |
| Edvard Björkenheim     | Liga Agraria                            | 26 de abril de 1958 - 29 de agosto de 1958         |
| Arvo Pentti            | Liga Agraria                            | 13 de abril de 1962 - 18 de diciembre de 1963      |
| Kaarlo Leinonen        | Independiente                           | 18 de diciembre de 1963 - 12 de septiembre de 1964 |
| Arvo Pentti            | Liga Agraria                            | 12.9.1964 – 27.5.1966                              |
| Sulo Suorttanen        | Liga Agraria                            | 27 de mayo de 1966 - 14 de mayo de 1970            |
| Arvo Pentti            | Independiente                           | 14 de mayo de 1970 - 15 de julio de 1970           |
| Kristian Gestrin       | Partido Popular Sueco                   | 15 de julio de 1970 - 29 de noviembre de 1971      |
| Arvo Pentti            | Independiente                           | 29 de octubre de 1971 - 23 de febrero de 1972      |
| Sulo Hostila           | Partido Socialemócrata                  | 23 de febrero de 1972 - 4 de octubre de 1972       |
| Kristian Gestrin       | Partido Popular Sueco                   | 4 de septiembre de 1972 - 30 de septiembre de 1974 |
| Carl-Olaf Homén        | Partido Popular Sueco                   | 1 de octubre de 1974 - 13 de junio de 1975         |
| Erkki Huurtamo         | Independiente                           | 13 de junio de 1975 - 30 de noviembre de 1975      |
| Ingvar S. Melin        | Partido Popular Sueco                   | 30 de noviembre de 1975 - 29 de septiembre de 1976 |
| Seppo Westerlund       | Partido Liberal                         | 29 de septiembre de 1976 - 15 de mayo de 1977      |
| Taisto Tähkämaa        | Centro                                  | 15 de mayo de 1977 - 26 de mayo de 1979            |
| Lasse Äikäs            | Centro                                  | 26 de mayo de 1979 - 19 de febrero de 1982         |
| Juhani Saukkonen       | Centro                                  | 19 de febrero de 1982 - 6 de mayo de 1983          |
| Veikko Pihlajamäki     | Centro                                  | 6 de mayo de 1983 - 30 de abril de 1987            |
| Ole Norrback           | Partido Popular Sueco                   | 30 de abril de 1987 - 13 de junio de 1990          |
| Elisabeth Rehn         | Partido Popular Sueco                   | 13 de junio de 1990 - 1 de enero de 1995           |
| Jan-Erik Enestam       | Partido Popular Sueco                   | 2 de enero de 1995 - 13 de abril de 1995           |
| Anneli Taina           | Partido Coalición Nacional              | 13 de abril de 1995 - 15 de abril de 1999          |
| Jan-Erik Enestam       | Partido Popular Sueco                   | 15 de abril de 1999 - 17 de abril de 2003          |
| Matti Vanhanen         | Centro                                  | 17 de abril de 2003 - 24 de junio de 2003          |
| Seppo Kääriäinen       | Centro                                  | 24 de junio de 2003 - 19 de abril de 2007          |
| Jyri Häkämies          | Partido Coalición Nacional              | 19 de abril de 2007 - 22 de junio de 2011          |
| Stefan Wallin          | Partido Popular Sueco                   | 22 de junio de 2011 – 5 de julio de 2012           |
| Carl Haglund           | Partido Popular Sueco                   | 5 de julio de 2012 - 29 de mayo de 2015            |
| Jussi Niinistö         | Partido de los Finlandeses/Reforma Azul | 29 de mayo de 2015 - 6 de junio de 2019            |
| Antti Kaikkonen        | Centro                                  | 6 de junio de 2019 - 20 de junio de 2023           |
| Antti Häkkänen         | Partido Coalición Nacional              | 20 de junio de 2023 - presente                     |